# Wincenty Rzepczyński
Wincenty Rzepczyński – prepozyt kapituły kolegiackiej wieluńskiej, oficjał wieluński w latach 1482–1495, proboszcz w Kalinowie i dzierżawca klucza dóbr arcybiskupich.